# Echinosepala vittata
Echinosepala vittata là một loài thực vật có hoa trong họ Lan. Loài này được (Pupulin & M.A.Blanco) Luer mô tả khoa học đầu tiên năm 2007.